# European Association for Evolutionary Political Economy
L'European Association for Evolutionary Political Economy (EAEPE) è un forum pluralista di scienze sociali che riunisce economisti instituzionalisti e evoluzionisti ampiamente definiti. I membri dell'EAEPE sono studiosi che lavorano su approcci realistici alla teoria economica e la politica economica. Con circa 500 membri, l'EAEPE è ora la principale associazione europea per economisti eterodossi e la seconda associazione per economisti in Europa.

## Storia
L'EAEPE è stata fondata a Londra, il 29 giugno 1988. Tuttavia, la riunione formale di fondazione si è tenuta solo nel settembre 1989 alla prima conferenza annuale dell'associazione a Keswick, Cumbria, Regno Unito. In questa occasione, è stata adottata la Costituzione EAEPE ed è stato eletto un comitato direttivo, successivamente trasformato in Consiglio EAEPE. Nel novembre 1990, l'associazione formò un ente di beneficenza, la Foundation for European Economic Development (FEED) ai sensi del Charities Act (Inghilterra e Galles), con l'obiettivo di fornire assistenza finanziaria per le conferenze annuali EAEPE e altri progetti EAEPE. Nel 1991, l'associazione ha adottato un piano di sviluppo scientifico al fine di designare una serie di Aree di Ricerca prioritarie e di nominare coordinatori di aree di ricerca che fungano da costruttori di reti. Dal 1991, in collaborazione con Edward Elgar Publishing, l'EAEPE ha pubblicato una serie di volumi di conferenze e altri volumi focalizzati. A metà degli anni '90, l'EAEPE ha organizzato diverse scuole estive, con il sostegno finanziario di FEED e della Commissione europea. L'EAEPE ha ripreso a organizzare scuole estive annuali dal 2010. L'EAEPE è azionista fondatore di Millennium Economics Ltd.

## Prospettive teoriche
Secondo il sito Web EAEPE, i membri EAEPE generalmente concordano quanto segue.
Allontanandosi dalle forme più standardizzate di teorizzazione economica basate su una definizione di economia in termini di un metodo rigido che viene applicato indiscriminatamente a una vasta gamma di fenomeni economici, sociali o politici, l'EAEPE abbraccia un'analisi aperta e interdisciplinare, che attinge materiale rilevante non solo in economia, ma anche dalla psicologia, sociologia, antropologia, politica, diritto e storia.
Contrariamente agli approcci economici standard incentrati esclusivamente sull'equilibrio, l'EAEPE concepisce l'economia come un processo cumulativo, che si sta svolgendo nel tempo, in cui gli agenti si trovano ad affrontare problemi di informazione cronica e incertezza radicale sul futuro. Contrariamente ai modelli standard in cui gli individui e i loro gusti sono presi come dati, in cui la tecnologia è vista come esogena e in cui la produzione è separata dallo scambio, la preoccupazione dell'EAEPE è quella di affrontare e comprendere il processo sociale interattivo attraverso il quale si formano e cambiano i gusti, le forze che promuovono la trasformazione tecnologica e l'interazione di questi elementi all'interno del sistema economico nel suo complesso.
Al posto di un orientamento che considera il mercato come un ordine ideale o naturale e come una semplice aggregazione di singoli operatori economici, EAEPE riconosce che è opportuno considerare il mercato stesso come una struttura sociale, necessariamente supportata da istituzioni sociali, come lo stato. Invece della diffusa tendenza a ignorare considerazioni o conseguenze ecologiche e ambientali nello sviluppo di teorie e raccomandazioni politiche, l'EAEPE riconosce che il sistema socio-economico dipende da, ed è incorporato in, un ambiente naturale spesso fragile e un sistema ecologico complesso.
Rifiutando la prospettiva utilitaristica che separa i mezzi dai fini e i giudizi di fatto da quelli di valore, che ignora le relazioni sociali, i conflitti e le disuguaglianze tra gli agenti, l'EAEPE riconosce la centralità dei processi democratici partecipativi per l'identificazione e la valutazione dei bisogni reali.
Riflettendo le prospettive teoriche aperte dell'EAEPE, gli attuali presidenti onorari dell'EAEPE includono importanti studiosi come Janos Kornai, Richard R. Nelson, Douglass C. North, Luigi Pasinetti, mentre Nicholas Georgescu-Roegen, Edith T. Penrose, Kurt Rothschild, G.L.S. Shackle e Herbert A. Simon sono stati in passato presidenti onorari dell'EAEPE. Più in generale, l'EAEPE riconosce l'importanza per il pensiero istituzionalista ed evoluzionista di studiosi come John Commons, Nicholas Kaldor, Michal Kalecki, William Kapp, John Maynard Keynes, Alfred Marshall, Karl Marx, François Perroux, Karl Polanyi, Joan Robinson, Joseph Schumpeter, Adam Smith, Thorstein Veblen e Max Weber.

## Aree di ricerca
La ricerca dell'EAEPE è organizzata attorno alle Aree di Ricerca (RAs) che includono: Metodologia dell'economia (A), Sociologia economica (B), Cambiamento istituzionale (C), Innovazione e cambiamento tecnologico (D), Politica e sviluppo industriale (E1), Imprenditorialità e Teoria dell'impresa (E2), Interazioni ambiente-economia (F), Regolamentazione e istituzioni macroeconomiche (G), Domanda effettiva, distribuzione del reddito e finanza (H), Economia politica comparata (I), Economia monetaria, finanza e istituzioni finanziarie ( J), Economia di genere e identità sociale (K), Economia del lavoro (L), Economia sociale (M), Sviluppo umano e istituzioni (N), Territorio e migrazione (O), Storia economica (P), Simulazioni economiche evolutive (S ), Storia dell'economia politica (T), Concezioni di economia politica evolutiva (V), Economia politica globale (W), Reti (X), Economia cooperativa e proprietà collettiva (Z).

## Premi
L'associazione gestisce tre premi:
- Il Premio EAEPE-Kapp (precedentemente noto come K. William Kapp Prize e più recentemente come Premio EAEPE), assegnato ogni anno per il miglior articolo di rivista pubblicato su un tema in accordo con le prospettive teoriche dell'EAEPE
- Il Premio EAEPE-Myrdal (precedentemente noto come Premio Gunnar Myrdal), assegnato biennalmente per la migliore monografia su un tema in accordo con le prospettive teoriche dell'EAEPE
- Il Premio EAEPE-Simon Young Scholar (precedentemente noto come Herbert Simon Young Scholar Prize), assegnato ogni anno per il miglior articolo pubblicato da un giovane studioso di età inferiore ai 35 anni.
- Nel 2007, in collaborazione con l'Association for Evolutionary Economics (AFEE), l'EAEPE ha organizzato un concorso speciale per celebrare il 150º anniversario del compleanno di Thorstein Veblen.

## Pubblicazioni
- L'EAEPE ha regolarmente pubblicato una serie di volumi di conferenze, diversi volumi più focalizzati su argomenti specifici e lettori di economia istituzionale ed evolutiva (vedere l'elenco selezionato di seguito). Dal 2006, l'EAEPE ha sponsorizzato una nuova serie di volumi a cura di "Studi sull'economia politica evolutiva".[9]
- In collaborazione con l'Association for Evolutionary Economics (AFEE), l'EAEPE ha pubblicato un importante lavoro di riferimento in 2 volumi sull'economia istituzionale ed evolutiva (Hodgson, Samuels and Tool, eds, 1994).
- Una Newsletter è stata pubblicata tra il 1989 e il 2005. Nel luglio 2012 è stata pubblicata una nuova serie.[10]
- L'EAEPE sponsorizza un periodico Journal of Institutional Economics (JOIE), dedicato allo studio della natura, del ruolo e dell'evoluzione delle istituzioni nell'economia. Il primo numero è stato pubblicato nel 2005. Attualmente escono 4 numeri per volume. Nel 2012, JOIE ha ricevuto un alto impatto per una nuova rivista.[11]

## Volumi della collana EAEPE
- Amin, Ash e Michael Dietrich (eds) (1991), Towards a New Europe: Structural Change in the European Economy, Aldershot: Edward Elgar.
- Amin, Ash e Jerzy Hausner (eds) (1997), Beyond Market and Hierarchy: Interactive Governance and Social Complexity, Cheltenham: Edward Elgar.
- Blaas, Wolfgang e John Foster (eds) (1993), Mixed Economies in Europe: An Evolutionary Perspective on their Emergence, Transition and Regulation,Aldershot: Edward Elgar.
- Delorme, Robert e Kurt Dopfer (eds) (1994), The Political Economy of Diversity: Evolutionary Perspectives on Economic Order and Disorder, Aldershot: Edward Elgar.
- Dolfsma, Wilfred e Charlie Dannreuther (eds) (2003), Globalization, Social Capital and Inequality: Contested Concepts, Contested Experiences, Cheltenham: Edward Elgar.
- Dolfsma, Wilfred e Luc Soete (eds) (2006), Understanding the Dynamics of a Knowledge Economy, Cheltenham: Edward Elgar.
- Elsner, Wolfram e Hardy Hanappi (eds) (2008), Varieties of Capitalism and New Institutional Deals: Regulation, Welfare and the New Economy, Cheltenham: Edward Elgar.
- Finch, John e Magali Orillard (eds) (2005), Complexity and the Economy: Implications for Economic Policy, Cheltenham: Edward Elgar.
- Garrouste, Pierre e Stravos Ioannides (eds) (2001), Evolution and Path Dependence in Economic Ideas: Past and Present, Cheltenham: Edward Elgar.
- Groenewegen, John e Jack Vromen (eds) (1999), Institutions and the Evolution of Capitalism: Implications of Evolutionary Economics, Cheltenham: Edward Elgar.
- Groenewegen, John, Christos Pitelis and Sven-Erik Sjöstrand (eds) (1995), On Economic Institutions: Theory and Applications, Aldershot: Edward Elgar.
- Hanappi, Hardy e Wolfram Elsner (eds) (2008), Advances in Evolutionary Institutional Economics: Evolutionary Mechanisms, Non-Knowledge and Strategy. Cheltenham: Edward Elgar.
- Hodgson, Geoffrey M. (ed.) (2007), The Evolution of Economic Institutions: A Critical Reader, Cheltenham: Edward Elgar.
- Hodgson, Geoffrey M. e Ernesto Screpanti (eds) (1991), Rethinking Economics: Markets, Technology and Economic Evolution, Aldershot: Edward Elgar.
- Hodgson, Geoffrey M., Warren J. Samuels e Mark J. Tool (eds) (1994), The Elgar Companion to Institutional and Evolutionary Economics, 2 vols., Aldershot: Edward Elgar.
- Kunneke, Rold W., John Groenewegen e Jean-Francois Auger (eds) (2009), The Governance of Network Industries: Institutions, Technology and Policy in Reregulated Infrastructures, Cheltenham: Edward Elgar.
- Louçã, Francisco e Mark Perlman (eds) (2000). Is Economics an Evolutionary Science? The Legacy of Thorstein Veblen, Cheltenham: Edward Elgar.
- Michie, Jonathan e Angelo Reati (eds) (1998), Employment, Technology and Economic Needs: Theory, Evidence and Economic Policy, Cheltenham: Edward Elgar.
- Nielsen, Klaus e Björn Johnson (eds) (1998), Institutions and Economic Change: New Perspectives on Markets, Firms and Technology, Cheltenham: Edward Elgar.
- Salanti, Andrea e Ernesto Screpanti (eds) (1997), Pluralism in Economics: New Perspectives in History and Methodology, Cheltenham: Edward Elgar.
- Saviotti, Pier Paolo e Bart Nooteboom (eds) (2000), Technology and Knowledge: From the Firm to Innovation Systems, Cheltenham: Edward Elgar.
- Tylecote, Andrew e Jan van der Straaten (eds) (1998), Environment, Technology and Economic Growth: The Challenge of Sustainable Development, Cheltenham: Edward Elgar.